# Wil Snoeck Henkemans-Bruijnes
Willy Arendina (Wil) Snoeck Henkemans-Bruijnes (Bloemendaal, 7 mei 1939 – 2 maart 2011) was een Nederlands politicus van de PvdA.
Ze stond op de PvdA-kandidatenlijst voor de Tweede Kamerverkiezingen van 1972 maar werd niet verkozen. Toen ze gewestelijk secretaris van de PvdA-Groningen was, werd ze eind 1975 tussentijds lid van de Provinciale Staten van Groningen ter vervanging van een teruggetreden partijgenoot. Nadat in 1980 het twee jaar eerder gevormde college van CDA-VVD-VPS stuk liep, werd Snoeck Henkemans-Bruijnes lid van het college van Gedeputeerde Staten. Ze nam daarbij de portefeuille Welzijnszaken over van Ina Martens (VPS) die overigens aanbleef als gedeputeerde omdat ze niet wilde opstappen en ook niet afgezet kon worden. Bij de Statenverkiezingen van 1982 kwam Snoeck Henkemans-Bruijnes slechts als achtste op de kandidatenlijst. Hoewel ze wel gekozen werd zat voortzetting als gedeputeerde er niet in. In augustus 1986 werd ze waarnemend burgemeester van 't Zandt wat ze zou blijven tot die gemeente in januari 1990 opging in de gemeente Loppersum. Snoeck Henkemans-Bruijnes overleed begin 2011 op 71-jarige leeftijd.